# 盧茨山
盧茨山（英語：Lutz Hill）是南極洲的山峰，位於羅斯島，屬於凱爾山的一部分，海拔高度約1,000米，以電子工程師命名，該山峰現時由南極條約體系管理。
77°32′S 169°2′E / 77.533°S 169.033°E